# 贝塚

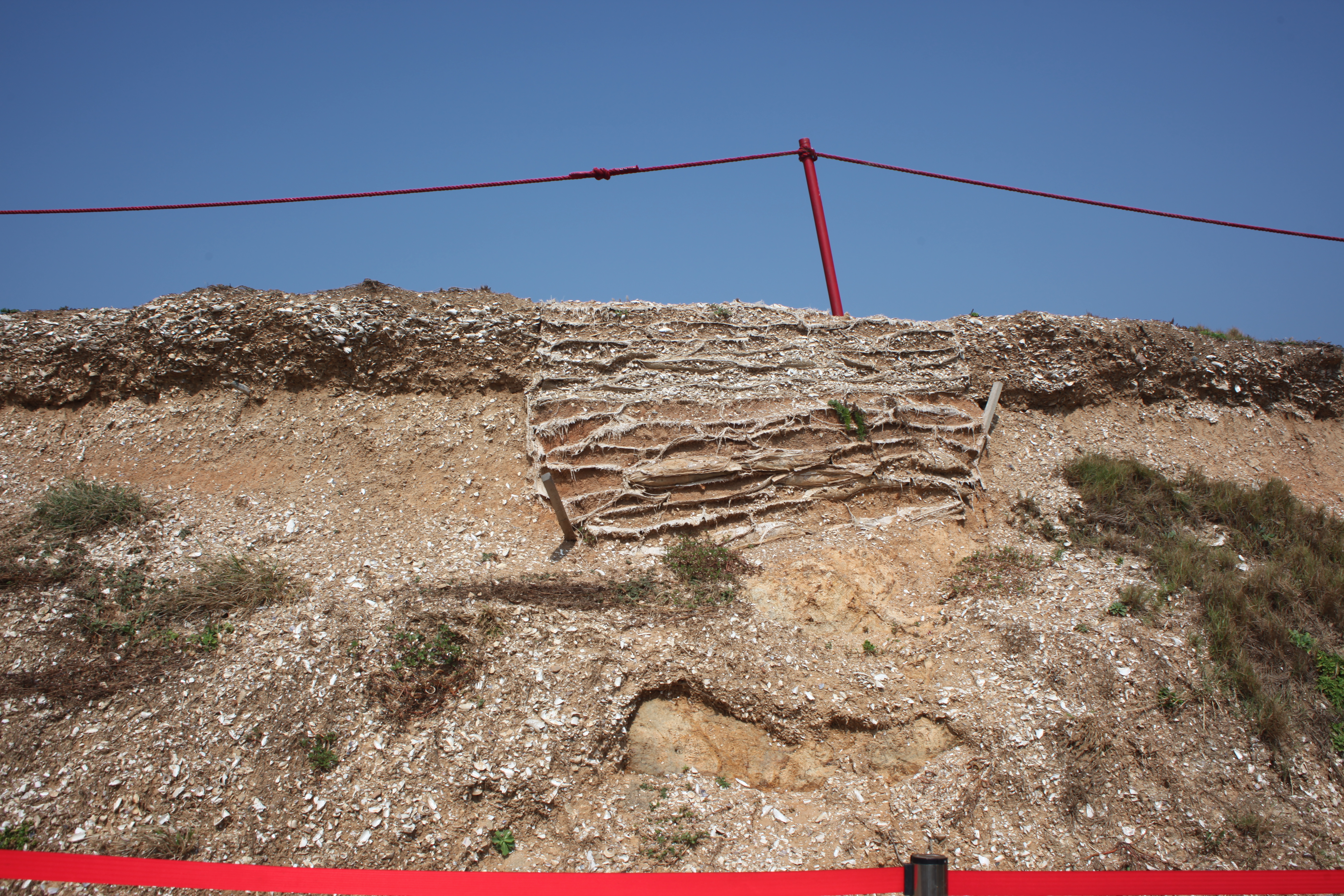
亮島島尾遺址貝塚

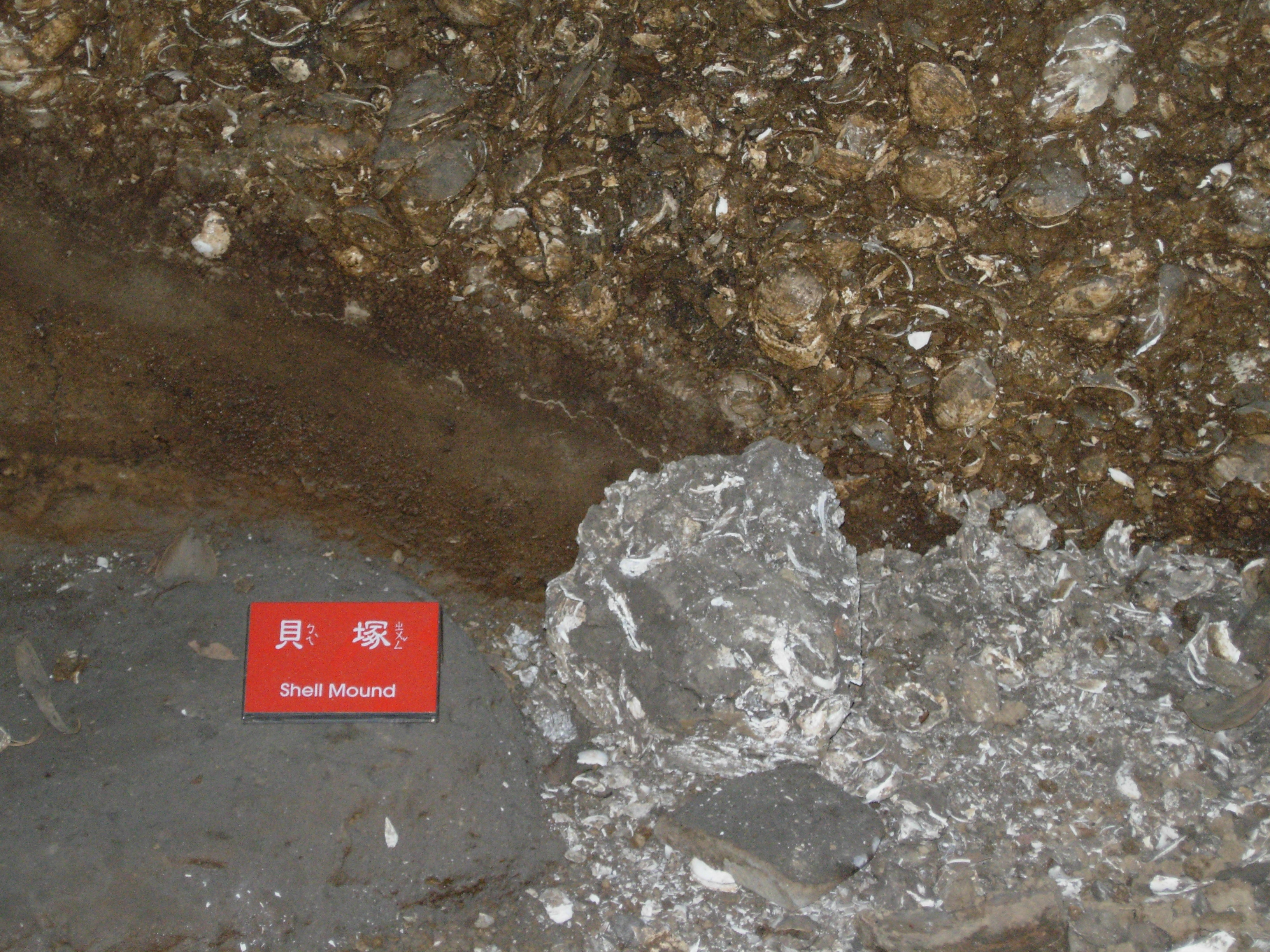
圓山貝塚

貝塚，也稱作貝丘，指的是由貝殼堆積形成的考古現象，其存在也顯示著人群利用水生資源的生業模式。

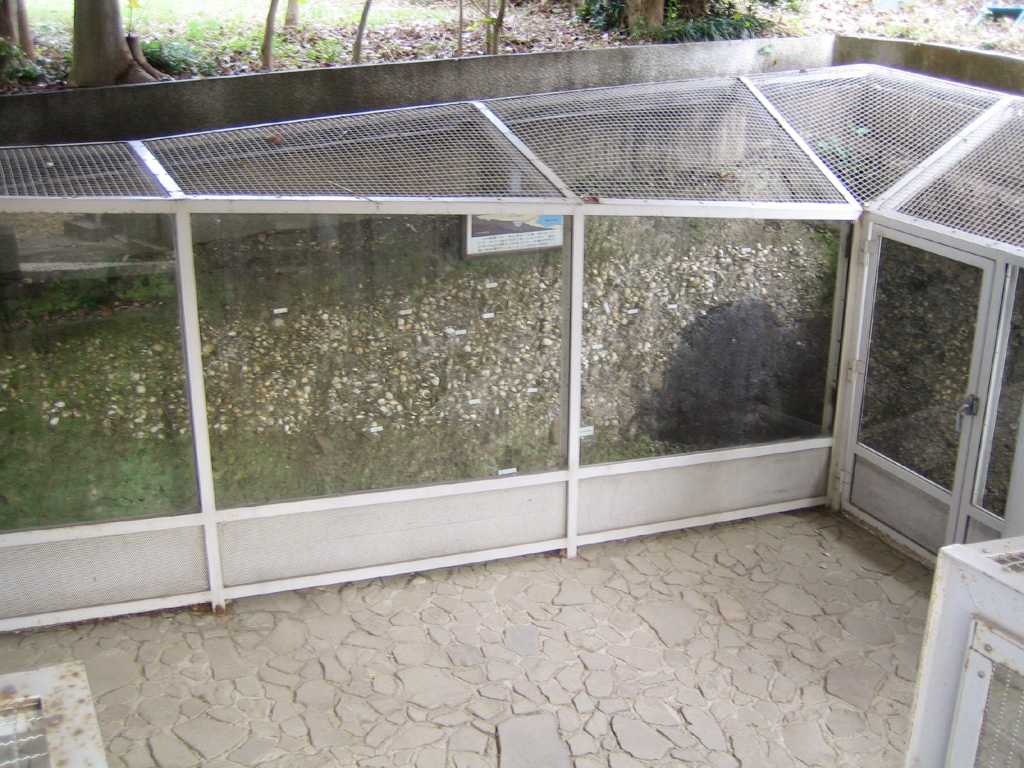
貝塚（蜆塚遺跡）

作為棄置垃圾的現象，貝塚除了大量的貝殼之外，也常常發現棄置的陶片、石器、獸骨、魚骨等。臺灣的貝塚分布由南到北及離島皆有所見，發現有貝塚的考古學文化包含南部大湖文化、中部番仔園文化、北部的十三行文化和圓山文化等；而連江縣的亮島島尾考古遺址亦現距今約8300-7000年前左右的貝塚。其中以圓山文化最為知名，也常被稱為「貝塚文化」，廣大深厚的貝塚在日治時期就被發現進而調查研究，其中也發現埋藏有人骨。同樣發現埋藏有人骨的貝塚還包括亮島島尾考古遺址，發現的兩具人骨保存良好，並且採集並建立有效基因序列，為近期重大發現之一。
貝塚富含碳酸鈣，可以有效中和土壤酸性，形成的堆積環境減緩了人骨、獸骨等有機質風化腐爛的情形，提供考古學保存良好的研究素材。貝塚除了提供生業型態的觀察之外，也能進一步利用貝殼進行種類分析，例如貝的種類生活環境為純鹹水、半鹹水、純淡水等，以獲取飲食偏好、採集季節、環境建立等訊息。
在亞洲地區如日本也有貝塚現象的分布，最早於1877年（明治10年）由美國動物學者摩斯（Edward Sylvester Morse）發現大森貝塚，發掘出土貝殼、獸骨、陶器及石器等引發關注，同時因為日本首次學術性發掘而被稱為「日本考古學發祥地」。在日本繩文時代早期可見，至彌生時代和古墳時代則屬偶見。